# Vähämaa, Tövsala
Vähämaa är en ö i Finland.   Den ligger i kommunen Tövsala i den ekonomiska regionen Nystadsregionen och landskapet Egentliga Finland, i den sydvästra delen av landet, 180 km väster om huvudstaden Helsingfors. Arean är 1,1 kvadratkilometer.
Terrängen på Vähämaa är mycket platt. Den sträcker sig 1,8 kilometer i nord-sydlig riktning, och 1,5 kilometer i öst-västlig riktning.